# Buhuși
Buhuși – miasto w Rumunii (okręg Bacău, Mołdawia). Liczy 24 tys. mieszkańców (2006).